# Santa Casa de Misericórdia de Corumbá
Sociedade Beneficência Corumbaense ou Santa Casa de Misericórdia de Corumbá é uma unidade hospitalar que está localizado na cidade de Corumbá, Mato Grosso do Sul.

## Dados gerais
Localizado na rua 15 de Novembro, uma das mais movimentadas da cidade.
Criada em 1904 e aberta a atendimento a partir de 1912, a Sociedade Beneficente Corumbaense, mais tarde Santa Casa de Corumbá, passou a proporcionar atendimento médico á população por intermédio da solidariedade, seriedade e dedicação da população, do corpo de médicos e dos colaboradores da cidade.
Atualmente recebe pacientes não apenas da cidade como também de regiões vizinhas, incluindo aí bolivianos.

## Serviços anexos

### SAMU - Serviço de Atendimento Móvel de Urgência
Em parceria com o hospital há o SAMU, responsável pelo atendimento de urgências e emergências no espaço pré-hospitalar, ou seja, atendimentos em domicílios, em vias públicas, enfim, qualquer lugar coberto pelo serviço, o qual é público e mantido com recursos do SUS. Esse serviço elevou consideravelmente a qualidade de transporte dos pacientes ao hospital, aumentando a expectativa de vida dessas pessoas e melhorando a qualidade do atendimento a pacientes de urgências e emergências do estabelecimento.

### Pronto socorro
Anexo a ela existe ainda o pronto socorro público para casos de urgência.